# General Cup International 2009
De General Cup International 2009 was een snookertoernooi dat gehouden werd tussen 13 en 17 juli 2009 in Hongkong. Het was de eerste editie van het invitatietoernooi.

## Prijzengeld
- Winnaar: 20.000
- Finalist: 10.000
- Laatste 4: 7.500
- Laatste 7: 5.000
- Hoogste break: 5.000
- max. break: 100.000

NB: Bedragen in HK$

## Voorronde
Zhang Anda -  Li Yan: 2-4

## Poulefase

### Groep 1
|   | Player       | MP | MW | FW | FL | FD | PTS |
| - | ------------ | -- | -- | -- | -- | -- | --- |
| 1 | Liang Wenbo  | 2  | 2  | 8  | 3  | +5 | 2   |
| 2 | Ricky Walden | 2  | 1  | 5  | 7  | -2 | 1   |
| 3 | Chan Wai Kei | 2  | 0  | 5  | 8  | -3 | 0   |

- Ricky Walden 4-3 Chan Wai Kei
- Liang Wenbo 4-2 Chan Wai Kei
- Ricky Walden 1-4 Liang Wenbo

### Groep 2
| POS | Player       | MP | MW | FW | FL | FD | PTS |
| --- | ------------ | -- | -- | -- | -- | -- | --- |
| 1   | Tian Pengfei | 2  | 1  | 6  | 5  | +1 | 1   |
| 2   | Li Yan       | 2  | 1  | 6  | 6  | 0  | 1   |
| 3   | Marco Fu     | 2  | 1  | 5  | 6  | -1 | 1   |

- Marco Fu 4-2 Li Yan
- Tian Pengfei 2-4 Li Yan
- Marco Fu 1-4 Tian Pengfei

## Finales
|  | halve finale | halve finale |  |        | finale | finale |
|  |              |              |  |        |        |        |
|  |              |              |  |        |        |        |
|  | Liang        | 5            |  |        |        |        |
|  | Li           | 2            |  |        |        |        |
|  |              |              |  |        | Liang  | 2      |
|  |              |              |  | Walden | 6      |        |
|  | Tian         | 1            |  |        |        |        |
|  | Walden       | 5            |  |        |        |        |

Finale

7-62, 39-56, 70-8, 61-66,117(116)-1 , 6-68, 34-67, 0-68

## Century Breaks
- Liang 116, 104
- Walden 111, 104
- Li 105, 100